# 张艺谋
张艺谋（1950年4月2日—），中國导演、摄影师、演员。執導電影經常取材家鄉陝西和母語关中话，代表作包括《红高粱》《菊豆》《秋菊打官司》《活着》《大红灯笼高高挂》《我的父亲母亲》《归来》。除电影外，亦執導2008年北京奥运会与2022年北京冬奥会“双奥”开幕式，以及杭州G20峰会《最忆是杭州》文艺演出等大型活動。
1987年飾演《老井》主角一炮而紅。為中国第五代导演代表人物之一，其电影被认为“以探索性的艺术创造彰显了人的主体性力量，塑造了一代人的家国想象和民族寓言，又在市场化和全球化的浪潮中保持着先锋的姿态”。具有豐厚的民族統一理念。
他拍摄的电影多次获得国际电影节大奖，包括兩屆威尼斯金獅獎最佳影片和一屆柏林金熊獎最佳影片，曾三度提名奥斯卡最佳外语片奖，五度提名金球奖最佳外语片奖，赢得两次英国电影学院奖最佳外语片。張藝謀也是世界第一位同時执导夏季和冬季奥运会开闭幕式的总导演。他亦多次担任国际电影节评委会及主席职务。

## 早年
1950年生於陕西省西安市，母語為中原官話关中话，由此習慣和陝西演員以關中話對戲。1968年至1971年陕西文革时期，高中毕业后在陕西乾县农村“上山下乡”劳动。
1971年至1977年在陕西咸阳国棉八厂当工人。
1978年“文革”结束后，进入北京电影学院摄影系進修（高考已恢复，但張藝謀未被考試錄取）。

## 事业

### 1980年代
1982年于广西电影制片厂任摄影师。
1985年在西安电影制片厂工作，因拍摄影片《黄土地》获第五届中国电影金鸡奖最佳摄影奖。
1987年主演吴天明导演的影片《老井》，表演质朴、准确，颇受外界好评，同年获第二届东京国际电影节最佳男演员奖，成为中国大陆第一位A级国际电影节影帝，同时也获得第八届中国电影金鸡奖最佳男主角奖、第十一届电影百花奖最佳男演员奖等。由此正式進入中国內地娱乐圈。
1988年导演影片《红高粱》，作品以浓烈的色彩、豪放的风格，颂扬中华民族激扬昂奋的民族精神，融叙事与抒情、写实与写意于一炉，发挥了电影语言的独特魅力，获第八届中国电影金鸡奖最佳故事片奖，第十一届电影百花奖最佳故事片奖，第三十八届柏林国际电影节最佳影片金熊奖，第三十五届悉尼国际电影节电影评论奖等等多个海内外大奖。张艺谋因此片名声大噪。
1989年第一次与香港电影人合作，偕同巩俐主演电影《秦俑》，《秦俑》是大陆和香港电影人第一次跨地区的空前合作，制作团队庞大两地精英尽出，由香港著名媒体人甘国亮监制，动作指导程小东导演，著名小说家李碧华编剧，奥斯卡得主鲍德熹担任摄影，香港电影金像奖得主麦子善担任剪接，屡获奖项的奚仲文担任美术指导，大导演徐克和他担任制作人，巩俐与其主演。电影主题曲《焚心以火》由香港音乐鬼才黄霑和顾嘉辉作曲作词，叶蒨文演唱。这部电影的台前幕后云集了香港和大陆多位电影精英，是史无前例的合作。
1989年与杨凤良合作导演影片《代号美洲豹》，由巩俐、葛优、刘小宁主演。

### 1990年代
1990年导演影片《菊豆》，讲述了一个“被禁锢的激情”的故事，同年获法国第四十三届戛纳国际电影节首届路易斯·布努力埃尔特别奖，西班牙第三十五届巴利亚多里德国际电影节大奖——金穗奖、观众评选最佳影片奖，美国芝加哥国际电影节大奖——金雨果奖，美国第六十三届奥斯卡金像奖最佳外语片提名。
1991年导演影片《大红灯笼高高挂》，影片的光影、构图、色彩均十分讲究，文化气息十足，象征意味浓厚。同年获得意大利第四十八届威尼斯国际电影节银狮奖、国际影评人协会大奖、天主教影评人协会大奖、金格利造型特别奖、艾维拉诺塔莉特别奖；1992年获意大利全国奥斯卡奖（大卫奖）最佳外语片大奖、意大利米兰电影协会观众评议该年度外语电影第一名大奖、英国全国电影奥斯卡奖最佳外语片奖。影片获美国第六十四届奥斯卡金像奖最佳外语片提名。
1992年导演影片《秋菊打官司》，影片一改张艺谋以往的风格，采取了纪实风格、偷拍、大量采用非职业演员的半纪录片手法，真实反映了当代中国农村的面貌。巩俐在片中塑造的孕妇秋菊形象被认为是她最出色的一次表演。影片获意大利第四十九届威尼斯国际电影节最高奖——金狮奖，女主角巩俐获威尼斯电影节最佳女演员奖，像这样在国际A级电影节上两项大奖同时颁给一部影片的情况非常罕见。在国内，影片获第十六届大众电影百花奖最佳影片奖，第十三届中国电影金鸡奖最佳影片、最佳女主角奖（巩俐）。1993年获广播电影电视部1992年优秀影片奖、荣誉奖。
1994年导演影片《活着》，影片以中国内战和中华人民共和国成立后历次政治运动为经，男主人公富贵的一生为纬，反映了一代中国人的命运，用黑色幽默的方式对中国社会进行了嬉笑怒骂的讽刺和批判，被观众和影评人普遍推崇为张艺谋最优秀的作品。《活着》是张艺谋迄今唯一一部在中国大陆未公映的影片(可在中国内地网上播放)，却在国际上赢得了极大的荣誉：同年获法国第四十七届戛纳国际电影节评委会大奖、最佳男演员奖（葛优）、人道精神奖；1994年全美影评人协会、洛杉矶影评人协会最佳外语片奖；美国电影电视金球奖最佳外语片提名；英国电影学院奖（相当于英国的奥斯卡）最佳外语片奖等。同年监制了电影《西楚霸王》。
1995年导演影片《摇啊摇，摇到外婆桥》，影片从一个小孩子的眼光反映30年代上海帮会斗争的人心险恶，全片包装相当华丽，女主角巩俐更在片中大展歌舞。影片凭借美妙的构图和饱满的色调获得第四十八届戛纳国际电影节最佳技术奖，1995年全美影评人协会最佳外语片大奖，美国影评人协会最佳外语片大奖自由论点奖，洛杉矶影评人协会、纽约影评人协会最佳摄影奖（吕乐），美国电影电视金球奖最佳外语片提名，奥斯卡金像奖最佳摄影提名，美国纽约《电影杂志》评选1995年度世界十佳影片第一名。影片拍摄完毕后，张艺谋与巩俐分手，以至于张艺谋不断筛选新的女演员。
1996年导演影片《有话好好说》，这是一部都市轻喜剧，京味十足，诙谐幽默，影片汇集了姜文、李保田、瞿颖、葛优等诸多明星大腕，主题曲由臧天朔演唱。张艺谋导演本人也在影片中客串扮演了一个收废品的民工角色。
1998年导演影片《一个都不能少》，影片反映了中国农村教育的现状，是张艺谋唯一一部完全采用非职业演员的作品，真挚感人。影片获第56届意大利威尼斯国际电影节最高奖——金狮奖，天主教影评人“儿童与电影”最佳影片奖，联合国教科文组织最佳影片大奖，意大利《电影》杂志最佳影片奖，美国国际青年文化中心青年电影协会“青年与梦想”最佳影片奖等。
1999年导演影片《我的父亲母亲》，这是张艺谋一部唯美、深情、感人的爱情片，像一篇娓娓道来的散文诗，现实与回忆相交错，现实用黑白表现，回忆用彩色表现，该片是章子怡的第一部电影，被誉为“世纪末的爱情绝唱”，作曲家三宝的配乐更是为人所津津乐道。该片获第50届柏林国际电影节评委会大奖——银熊奖，2000年度中国华表奖最佳影片奖，第20届金鸡奖最佳故事片奖、最佳导演奖，第23届大众电影百花奖最佳故事片奖最佳女主角奖（章子怡），《日本银幕》2000年度：最佳外语片第一名、最佳外国女演员 (章子怡)，伊朗曙光国际电影节最佳女主角(章子怡)等。

### 2000年代
2000年导演影片《幸福时光》，由赵本山、董洁主演，其中董洁是张艺谋通过互联网选出的新一代“谋女郎”。该片获得西班牙巴利亚朵利德国际电影周银针奖（最佳影片第二名）和由评判团选出的国际影评大奖，而董洁则获得最佳女主角。
2002年导演影片《英雄》，这是张艺谋第一部武侠商业大片，全片明星阵容相当强大：李连杰、张曼玉、梁朝伟、章子怡、陈道明、甄子丹，主题曲演唱者为王菲。国内票房2.5亿元人民币（当时国内票房最高的本土电影），2004年8月在美国上映连续夺得两周票房冠军，全球票房达到1.77亿美元，开拓了中国大陆电影的大片时代。该片在第二十二届香港电影金像奖被提名14项电影奖项，获得7项；美国国家评论协会最佳导演奖，第53届柏林国际电影节阿尔弗雷德-鲍尔特别创新作品奖；第60届美国金球奖最佳外语片提名，第75届奥斯卡金像奖最佳外语片提名。同年荣获福冈亚洲文化奖。
2004年导演影片《十面埋伏》，这是张艺谋第二部武侠片，由刘德华、金城武、章子怡、宋丹丹主演。中国内地1.53亿人民币票房，全球票房9,300万美元。获第11届中国电影华表奖市场开拓奖、最佳女主角奖、优秀电影技术奖、优秀制片人奖，美国艺术导演协会杰出贡献奖，美国国家影评人协会最佳导演奖，第62届金球奖最佳外语片提名，第77届奥斯卡金像奖最佳摄影提名，波士顿影评人协会最佳导演奖，英国电影学院奖9项提名。

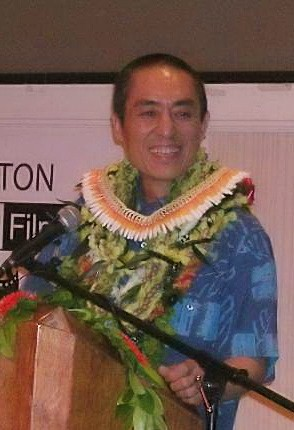
张艺谋出席2005年夏威夷国际电影节

2005年导演影片《千里走单骑》，由日本老牌巨星高仓健主演，国内票房达到3,600万人民币，获香港电影金像奖最佳亚洲电影，圣地亚哥影评人协会奖最佳外语片、最佳男主角。
2006年导演影片《满城尽带黄金甲》，由周润发、巩俐、周杰伦、刘烨主演，国内票房2.95亿元人民币，再次刷新华语电影在本土的票房纪录，全球票房7,850万美元。获得奥斯卡最佳服装设计奖提名，以及香港电影金像奖14项提名、获4项奖。该片是张艺谋和巩俐11年后的首次合作，巩俐凭借此片获得香港电影金像奖最佳女主角。周杰伦为该片创作了脍炙人口的主题歌《菊花台》。同年在多家导演团队的竞争下，北京奥委会任命张艺谋担任2008年北京奥运会开闭幕式的总导演，为此他还“息影”了3年，将全身心的为此做好准备。
2008年第29屆夏季奧林匹克運動會開幕式、閉幕式總導演。凭借成功执导北京奧運會開幕式的张艺谋，在中國获得了极高的名譽和聲望，也因此被美国《时代》周刊年度人物提名（挺进五强），同时获得央视主办的“感动中国十大人物”和凤凰卫视主办的“影响世界华人大奖”等荣誉。
2009年导演中华人民共和国建国60周年焰火晚会。
2009年导演影片《三枪拍案惊奇》，改编自科恩兄弟的《血迷宫》，由小沈阳、闫妮、孙红雷主演，国内票房2.6亿元人民币，曾入围第六十届柏林影展主竞赛单元。是张艺谋后奥运时代的首部电影作品。

### 2010年代
2010年获得美国耶鲁大学艺术学荣誉博士称号。5月24日获颁好莱坞先进个人称号。作为国际知名导演，张艺谋曾多次应邀担任柏林、威尼斯等国际电影节评委，并先后担任第18届东京国际电影节评委会主席和第64届威尼斯国际电影节评委会主席。

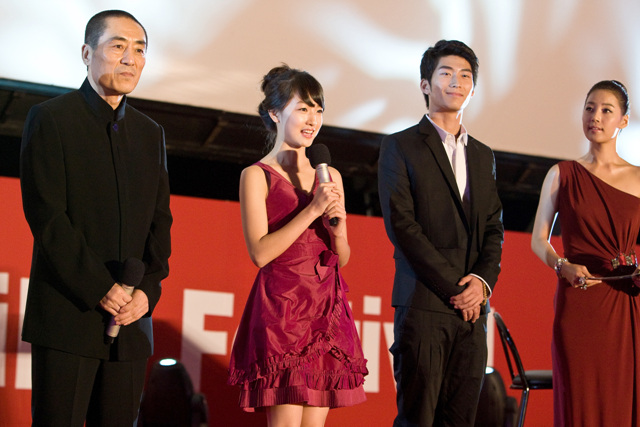
张艺谋(左1)2010年出席《山楂树之恋》在
釜山國際電影節的首映禮

2010年导演影片《山楂树之恋》，改编自艾米的同名小说，由周冬雨、窦骁主演，内地票房超过1.6亿元人民币，创造国内文艺片票房记录，获华表奖优秀故事片奖。
2011年导演影片《金陵十三钗》，改编自严歌苓的同名小说，并由严歌苓和刘恒共同担任编剧，由新谋女郎倪妮、克里斯蒂安·贝尔、佟大为主演。是一部以南京大屠杀为背景的战争题材电影，于2011年12月16日上映，票房在中国内地连续夺得四周周票房冠军，上映40天票房累计达到6.1亿元人民币，是2011年华语电影票房冠军。11月24日，张艺谋获得第五届亚太荧屏奖颁奖典礼国际电影制片人协会颁发的“亚太电影杰出成就奖”，成为首次获得该荣誉的中国电影艺术家。《金陵十三钗》之后，他与合作16年的制片人张伟平因“矛盾”终止了合作。
2013年5月加盟乐视影业，成為該公司的签约导演和艺术总监。乐视影业CEO张昭接受记者专访证实了张艺谋成为该公司的股东。张艺谋加盟乐视影业后拍摄的首部作品为文艺片《归来》，改编自严歌苓小说《陆犯焉识》，陈道明和巩俐担任男、女主角，讲述反右运动、文革历史背景之下一个男人归家团聚的故事。入围2014年戛纳电影节非竞赛展映单元。中国票房为2.95亿人民币，获得第六届澳门国际电影节最佳电影等四个奖，以及第34屆香港電影金像獎最佳两岸华语电影。
2015年执导拍摄首部英语电影《长城》，传奇影业、乐视影业、环球影业、中国电影股份有限公司等中美电影公司联合出品，投资8亿多人民币，刘德华、张涵予等华人演员与马特·达蒙、威廉·达福等美国艺人合作主演。2016年12月在中国上映。
2016年9月担任G20杭州峰会文艺演出“最忆是杭州”的总导演。
2018年凭借所执导的历史黑白电影《影》获得第55届金马奖最佳导演奖。
2019年擔任庆祝中华人民共和国成立70周年联欢活动總導演。

### 2020年代
2020年擔任总监制的多段式喜剧电影《我和我的家乡》，由北京文化、中国电影股份有限公司等出品，宁浩担任总导演，张一白担任总策划，宁浩、徐峥、陈思诚、闫非及彭大魔、邓超及俞白眉联合导演。葛优、黄渤、范伟、邓超、沈腾、王宝强、徐峥、闫妮、马丽、刘昊然、韩昊霖领衔主演。影片于2020年5月开机，于2020年10月在中国上映。
2021年4月30日，张艺谋执导的抗日战争背景谍战电影《悬崖之上》在中国大陆、香港、澳门、北美、澳新等地同步上映。截至5月10日，在中国大陆票房已经超过7.63亿，是同期电影票房最高。6月19日，内地票房超过11.74亿，成为张艺谋目前内地票房最高的电影。《悬崖之上》在北美澳新亦是同期上映华语片票房第一。该片在第34届中国电影金鸡奖中斩获最佳导演、最佳男主角和最佳摄影三项大奖。
2022年，張藝謀被北京冬奥组委任命為北京冬奧會和北京冬殘奧會開閉幕式總導演，成為世界第一位先后執導夏奧和冬奧開閉幕式的「雙奧」總導演。2022年4月8日被国务院评为北京冬奥会、冬残奥会突出贡献个人。
2023年1月，张艺谋执导、沈腾和易烊千玺主演的古装悬疑电影《满江红》在春节档上映，最终以45.44亿人民币的成绩成为档期冠军并创造其票房记录。2023年9月，雷佳音、张国立、于和伟、周冬雨主演的反腐败题材电影《坚如磐石》上映，以13.51亿人民币票房成为国庆档冠军。
2024年2月10日，张艺谋执导、雷佳音和马丽主演的法律题材电影《第二十条》在春节上映，取得票房24.55亿人民币，获得百花奖最佳导演和金鸡奖最佳故事片奖。2024年3月获得第17届亚洲电影大奖授予的“终身成就奖”。

## 个人生活

### 家庭婚姻
张艺谋祖籍为陕西省西安市，晚清时期家族已是临潼区田市镇望族。民国初年，祖父从燕京大学毕业后担任陕西柞水县县长。任职期间组织剿匪不成功，反而遭到土匪报复烧掉了老宅，因而举家避祸逃到西安。张艺谋的大伯为黄埔9期毕业生，曾官居国民革命军参谋长，1948年撤往台湾；张艺谋的二伯毕业于黄埔军校第一分校，入职军统，在国共内战期间被叛杀；三子即张艺谋的父亲张秉铎亦拥有国民党军籍，曾经担任国民党军需官，1949年后在陕西省农林局工作。1949年解放军进入西安前夕，29岁的张秉铎迎娶就读于西安的一所教会学校（玫瑰女中）的19岁女学生张孝友为妻，1950年生下张艺谋。张艺谋有两个弟弟，分别为张伟谋和张启谋。
张艺谋有两任妻子，分别为肖华（1951年11月14日–） 和陈婷（1981年9月30日–）。1979年张艺谋与同在农村“插队”的肖华结婚，不久之后有了女儿张末。1987年因拍摄《红高粱》与巩俐（1965年12月31日-）相识相恋，后同肖华离婚，但最终也没和巩俐在一起。
- 前妻 肖华（1951年11月14日–）：与张艺谋育有一女：
  - 長女 张末（1983年3月31日–）：15 歲初中毕业后前往美国读书，學士畢業於美国哥伦比亚大学建築系、藝術創作碩士畢業於纽约大学狄徐藝術學院電影製作專業，曾担任《三枪拍案惊奇》剪辑师以及《山楂树之恋》和《金陵十三钗》的副导演；2003年7月与31岁学金融管理的美国人拉尼•托维相恋，2006年5月在美国洛杉矶举行婚礼，2008年底离婚；2012年10月再婚，丈夫為創新藝人經紀公司高管 Daniel Wade Manwaring （漢語名孟丹青）[29] 。
- 妻子 陈婷（1981年9月30日–）；曾是无锡舞蹈团舞蹈演员，18岁考上北京电影学院，1999年通过《幸福时光》的选角与张艺谋相识相恋，接着怀孕生子，两人在2011年12月注册结婚，二人在婚前育有二子一女：
  - 長子 张一男（2001年5月16日–）
  - 次子 张一丁Daniel（2004年3月9日–）
  - 次女 张一娇（2006年12月27日–）

### 超生风波
2013年有媒体报道，张艺谋与无锡舞蹈团的一名舞蹈演员陈婷（1981年9月30日出生于江苏无锡）于2011年12月注册结婚，目前已育有两男一女共三个子女。面对媒体的爆料和大众的“超生”质疑，张艺谋并未及时作出回应。直到11月29日，张艺谋、陈婷委托其代理人携带相关资料到无锡市滨湖区计生局接受调查。2013年12月1日，张艺谋通过工作室发表声明，承认与妻子陈婷的确育有两子一女；12月下旬，张艺谋在接受新华社采访时就超生问题向大众道歉，他和陈婷于1999年相恋，大儿子、二儿子和小女儿是分别于2001年、2004年和2006年在北京出生的“非婚生”子女，因为担心媒体曝光所以当时没领结婚证，为了给孩子补上户口，直到2011年两人才在无锡办理了结婚登记。由于违反了计划生育，因此他需要缴纳高额的罚款。
2014年1月9日，无锡滨湖区计生局寄发的社会抚养费征收决定书上决定向张艺谋征收計劃外生育費及社会抚养费共人民幣748万余元，並限30天內繳清。2月7日，无锡滨湖区委宣传部通过微博宣布，当日中午已收到张艺谋夫妇通过银行转账的方式，一次性缴纳的计划外生育费及社会抚养费7487854元。2月8日，无锡滨湖区委宣传部在微博中称，此次张艺谋、陈婷缴纳的款项已经按照国家相关规定上缴国库。而无锡市滨湖区计生育局表示，这748万罚款将用于公用服务和本地事业。
2014年9月30日，陈婷在微博公开了一张全家福照片，张艺谋与陈婷携三个子女共同出镜。当天是陈婷生日，也是她和张艺谋的结婚纪念日，她在文章中写道“家庭的幸福、老人的健康、以及孩子的茁壮成长是每个人的愿望，但残酷的事实告诉我们，三个孩子，十几年的感情在有些人眼里竟成了眼中钉！既然这样，我们决定今天开始借微博这个平台，跟关心我们的朋友分享真实生活的点滴。”
2021年5月31日，中共中央政治局会议决定实施三胎政策，陈婷在微博以“提前完成任务[加油]”转发《三孩生育政策来了》图片（注：由于原始图片生育打成了生肓，所以无法显示图片），随后艺谋工作室以“[加油][加油][加油]”转发该微博。

### 与高仓健的友谊
《千里走单骑》的拍摄让张艺谋和高仓健结下友谊。高仓健在得知张艺谋出任2008北京奥运会导演后，请铸造师为张艺谋锻造了一套刻有张艺谋名字的武士刀并亲自去北京将其赠与张艺谋。张艺谋则将刀安放在开幕式工作中心会议室醒目的地方，让高仓健的祝福守护自己。高仓健回东京后驱车数小时去一座寺庙请一位熟识的和尚为张艺谋做法事祈愿。祈愿后，高仓健赠给张艺谋一块写有“祝张艺谋导演奥运开幕式成功”的牌子。

## 評價
早期他以執導充滿中國传统文化的電影著稱，善于电影色彩美学和捕捉人物内心世界细腻动人的事物。早期代表作《红高粱》《大红灯笼高高挂》《秋菊打官司》《活着》《一個都不能少》《我的父親母親》等影片，都具有相当高的艺术水准。在国际三大顶尖电影节——柏林国际电影节获得金熊奖和银熊奖，戛纳国际电影节评委会大奖，威尼斯国际电影节两次金狮奖。在国内三次获得中国电影金鸡奖最佳导演及华表奖最佳导演奖，是中国电影导演当中的著名代表之一。也曾主演影片《老井》《古今大战秦俑情》，获得东京国际电影节和中国电影金鸡奖、百花奖最佳男主角奖。
张艺谋的商业片被中国大陆民众广泛认知，给人留下深刻印象，并通常能够掀起不小议论，同时也取得了颇高的票房成绩。商业大片代表作有《英雄》《十面埋伏》《满城尽带黄金甲》和《金陵十三钗》，曾两次刷新中国电影票房纪录，四次夺得年度华语片票房冠军，其中《英雄》和《十面埋伏》在西方观众和国际市场上获得的口碑和票房非常成功。其商业电影被认为是中国电影大片时代的里程碑，拉开了商业大片的帷幕，对中国电影产业发展起到重要的推动作用。另一方面，其自《英雄》後的近年商業電影亦引起一定数量的觀眾及影評人的負面評价，如缺少內在精神價值判斷和藝術靈魂的空洞，即華麗有餘但內容不足，一味注重畫面色彩與視覺效果。張藝謀對此表示，「畫面色彩」美感的追求是來自個人本能的偏好。
他还曾为北京申请2008年奥运会制作宣传片，并负责导演2004年雅典奥运会闭幕式中，中国负责演出的片段。也曾联合海外剧团在北京制作歌剧，及在桂林、丽江等地以山水为背景制作的印象实景剧。2008年担任北京奥运会开幕式和闭幕式总导演，因场面气势恢弘，梦幻般地展示了中国文化，受到媒体和观众的广泛赞誉，被美国《时代周刊》年度人物提名（挺进五强），获2008影响世界华人大奖。
2018年张艺谋获威尼斯电影节电影人荣誉奖，为首位获此殊荣的华人，也是唯一一位能在十年内囊括威尼斯电影节所有主要奖项的导演。大会评价他为：“代表了全球电影语言的演变，同时也代表了中国电影的惊人发展。张艺谋将作者、故事和中国文化的丰富性转化为绮丽独特的视觉风格，是电影艺术的先锋。”

## 影视作品
| 首映年份 | 类型     | 片名                           | 职务/角色              | 奖项 | 備註 |
| 1983年   | 电影     | 白杨树下                       | 副摄影                 | | |
| 1983年   | 电影     | 一个和八个                     | 摄影                   | - 中国电影优秀摄影奖 | |
| 1984年   | 电影     | 黄土地                         | 摄影                   | - 中国第5届金鸡奖：最佳摄影奖 - 法国第7届南特三大洲国际电影节：最佳摄影奖 - 美国夏威夷国际电影节：最佳摄影奖 | |
| 1984年   | 电视剧   | 强行起飞                       | 摄影                   | | 单本电视剧                                                                                                   |
| 1986年   | 电影     | 大阅兵                         | 摄影                   | | |
| 1987年   | 电影     | 红高粱                         | 导演                   | - 第38届柏林影展最佳影片金熊奖 - 广电部“政府奖” - 第8届中国电影金鸡奖最佳故事片奖 - 第11届电影百花奖最佳故事片奖 - 第5届法国蒙彼利埃国际电影节银熊猫奖 - 第5届津巴布韦国际电影节最佳影片奖、最佳导演奖 - 第35届悉尼国际电影节电影评论奖 - 第1屆摩洛哥馬拉卡什國際電影電視節大阿 特拉斯金獎、導演金獎 - 第16屆比利時布魯塞爾影展比法語廣播電台青年聽眾評委會最佳影片                      | 第一部导演的电影                                                                                             |
| 1987年   | 电影     | 老井                           | 主演                   | - 第2屆日本東京影展最佳影片、最佳男主角（張藝謀）、國際影評人特別獎、東京知事獎 - 第7屆美國夏威夷影展評審團特別獎 - 第7届香港电影“金像奖”十大华语片之一 - 第8届中国电影金鸡奖最佳男主角奖 - 第11届大众电影百花奖最佳男主角奖 - 第11屆義大利薩爾索影展一等獎。 | |
| 1988年   | 电影     | 代号美洲豹                     | 导演                   | - 第12届大众电影百花奖最佳女演员奖 | |
| 1990年   | 电影     | 古今大战秦俑情                 | 主演                   | - 第40届西柏林国际电影节“娱乐电影荣誉奖” - 西班牙年度电影展“科幻电影技术奖” - 法国巴黎奇情动作电影展大奖 | - 第10届香港电影“金像奖”最佳电影配曲、最佳女主角提名                                                         |
| 1990年   | 电影     | 菊豆                           | 导演                   | - 第1屆保加利亞瓦爾納影展最佳女演員（鞏俐） - 第43屆柏林影展榮譽獎（鞏俐） - 法國第43屆坎城影展首届路易斯·布努力埃尔特别奖 - 西班牙第35届瓦亚多里德国际电影节：金穗奖，观众最佳影片奖 - 芝加哥国际电影节金雨果奖 - 第9届香港电影金像奖：十大华语片之一 | - 第63届奥斯卡金像奖最佳外语片提名（華語片首度入圍）                                                         |
| 1991年   | 电影     | 大红灯笼高高挂                 | 导演                   | - 第48屆威尼斯影展銀獅獎、最佳服裝特別獎、最佳精神特別獎、國際影評人協會獎（非正式競賽獎項）。 - 1992年英国电影学院奖最佳外语片奖 - 第16届大众电影百花奖最佳影片奖、最佳女主角奖（巩俐） - 紐约影評人協會最佳外語片獎 - 洛杉磯影評人協會最佳攝影（趙非） - 義大利大衛獎最佳外語片 - 美國影評人協會最佳外語片、最佳攝影（趙非） - 比利時電影評論家協會大獎 - 英國影視藝術學會最佳外語片獎 | - 第64届奥斯卡金像奖最佳外语片提名                                                                           |
| 1992年   | 电影     | 秋菊打官司                     | 导演                   | - 第49届威尼斯影展金獅獎、最佳女演员奖（巩俐） - 第13届中国电影金鸡奖最佳影片、最佳女主角奖（巩俐） - 第16届大众电影百花奖最佳影片奖 | |
| 1994年   | 电影     | 活着                           | 导演                   | - 第47屆坎城影展評審團大獎、最佳男演員獎（葛优）、天主教人道主義精神獎 - 英国电影学院奖最佳外语片奖 - 1994年全美影评人协会、洛杉矶影评人协会最佳外语片奖 | - 美国金球奖最佳外语片提名                                                                                   |
| 1995年   | 电影     | 摇啊摇，摇到外婆桥             | 导演                   | - 全美影评人协会最佳外语片奖 - 波兰Camerimage 金蛙奖 - 戛纳电影节及美国金球奖最佳摄影奖 - 法国第48屆坎城影展高等技术大奖（吕乐） - 第19屆加拿大蒙特婁影展北美特別獎 - 第78屆全美評論獎最佳外語片 - 第61屆紐約影評人協會年度電影獎最佳攝影 獎 | - 美国金球奖最佳外语片提名 - 奥斯卡金像奖最佳摄影提名（吕乐）                                                |
| 1997年   | 电影     | 有话好好说                     | 导演、客串三轮车夫     | | |
| 1999年   | 电影     | 一个都不能少                   | 导演                   | - 第56屆威尼斯影展金獅獎 - 第19届中国电影金鸡奖最佳导演奖 - 第22届大众电影百花奖最佳故事片奖 | |
| 1999年   | 电影     | 我的父亲母亲                   | 导演                   | - 第50屆柏林影展評審團大獎銀熊獎、會外賽天主教人道精神獎。（鞏俐獲得柏林影展主席德哈登邀請擔任評審團主席，這也是首位擔任歐洲三大影展評審團主席的華人） - 第20届金鸡奖最佳故事片、最佳导演奖 - 第23届大众电影百花奖最佳故事片奖、最佳导演奖、最佳女主角奖（章子怡） | |
| 2000年   | 电影     | 幸福时光                       | 导演                   | - 西班牙巴利亞多利德影展電影周銀針獎、評審團國際影評大獎、最佳女主角獎（董潔） | |
| 2001年   | 电视剧   | 大宅门                         | 李莲英                 | | |
| 2002年   | 电影     | 英雄                           | 导演                   | - 第53屆柏林影展亞佛雷德鮑爾獎 - 美国国家评论协会最佳导演奖 - 美国纽约影评人协会最佳摄影-杜可風 - 美国在线影评人协会最佳摄影和最佳外语片 - 香港电影金像奖14项提名，获7项奖 - 中国电影金鸡奖最佳导演、最佳合拍故事片、最佳录音 - 大众电影百花奖最佳故事片 - 华表奖华语优秀对外合拍片奖、华语电影特殊贡献奖                                                                                | - 第75届奥斯卡金像奖最佳外语片提名 - 美国电影金球奖最佳外语片提名 - 柏林国际电影节最佳导演提名、最佳影片提名 |
| 2004年   | 电影     | 十面埋伏                       | 导演                   | - 美国导演协会杰出贡献奖 - 美国国家影评人协会最佳导演奖 - 第39届洛杉矶影评人协会 最佳外语片 - 波士顿影评人协会奖 最佳外语片、最佳导演、最佳摄影 - 第11届中国电影华表奖 优秀女演员（章子怡）、优秀故事片技术奖 - 美国金星奖 最佳外语片、最佳摄影、最佳音效、最佳美术、最佳视觉效果 | - 美国金球奖最佳外语片提名 - 奥斯卡最佳摄影提名(赵小丁)                                                      |
| 2005年   | 电影     | 千里走单骑                     | 导演                   | - 第26届香港电影金像奖最佳亚洲电影大奖 | |
| 2006年   | 电影     | 满城尽带黄金甲                 | 导演                   | - 美国第33届“土星奖”最佳服装设计奖 - 第26届香港电影金像奖最佳女主角：巩俐；最佳美术设计、最佳服装设计、最佳原创电影歌曲 - 第一届亚洲电影大奖：最佳电影、最佳女主角（巩俐）提名 - 美国电影业服装设计工会最佳历史类服装设计奖 - 美国影视美术指导工会古装类影片最佳美术指导奖 | - 奥斯卡最佳服装设计提名（奚仲文）                                                                           |
| 2007年   | 电影短片 | 每个人都有他自己的电影之看电影 | 导演                   | | 坎城影展60周年纪念短片集                                                                                     |
| 2009年   | 电影     | 三枪拍案惊奇                   | 导演                   | | - 入圍第60屆柏林影展金熊獎提名                                                                               |
| 2010年   | 电影     | 山楂树之恋                     | 导演                   | - 获第14届华表奖优秀故事片奖、优秀新人女演员奖（周冬雨） | - 入围第61屆柏林影展水晶熊獎 - 入围第30届香港电影金像奖最佳亚洲电影                                          |
| 2011年   | 电影     | 金陵十三钗                     | 导演                   | - 第59届美国音效剪辑者协会（MPSE）“金卷轴”奖 - 第六届亚洲电影大奖6项提名、获得最佳新人（倪妮） | - 美国金球奖最佳外语片提名 - 入围第31届香港电影金像奖最佳两岸华语电影                                        |
| 2014年   | 电影     | 归来                           | 导演                   | - 第六届澳门国际电影节最佳电影、最佳编剧、最佳新人（张慧雯） - 第12届长春电影节最佳女主角奖（巩俐） - 第34屆香港電影金像獎最佳两岸华语电影 | |
| 2016年   | 电影     | 长城                           | 导演                   | | 执导的首部英语和3D电影                                                                                       |
| 2018年   | 电影     | 影                             | 导演                   | 第55屆金馬獎 最佳導演獎 | 於第75屆威尼斯影展非競賽單元作全球首映                                                                       |
| 2020年   | 电影     | 我和我的家乡                   | 总监制                 | | 首任监制 |
| 2020年   | 电影     | 一秒钟                         | 导演                   | | - 第15屆亞洲電影大獎最佳导演、最佳新演员 - 第30届华鼎奖三项提名                                              |
| 2021年   | 电影     | 悬崖之上                       | 导演                   | 第34届中国电影金鸡奖最佳导演、最佳男主角、最佳摄影 | - 第30届华鼎奖五项提名                                                                                       |
| 2021年   | 电影     | 我和我的父辈                   | 演员（客串电视台台长） | | “鸭先知”单元，导演徐峥                                                                                       |
| 2022年   | 电影     | 狙击手                         | 导演                   | 第35届中国电影金鸡奖最佳录音、最佳摄影 | 與张末聯合導演                                                                                               |
| 2023年   | 电影     | 满江红                         | 导演                   | | 张艺谋目前中國票房最高电影                                                                                   |
| 2023年   | 电影     | 坚如磐石                       | 导演                   | | |
| 2024年   | 电影     | 第二十条                       | 导演                   | - 第37届大众电影百花奖最佳导演 - 第37届中国电影金鸡奖最佳故事片 | |
| 待上映   | 电影     | 惊蛰无声                       | 导演                   | | |

## 荣誉

### 成就荣誉
- 1995年 美国克罗拉多国际电影节：“杰出成就奖”
- 1998年 美国《时代周刊》：“世界十大风云人物”
- 1999年 第六届亚洲电影交流会：“终身成就奖”
- 2000年 第十一届美国帕尔马国际电影节：“杰出电影艺术家奖”
- 2001年 日本《电影旬报》读者评选：最佳外国导演
- 2002年 第十三届日本福冈亚洲文化奖大獎
- 2002年 第51届德国曼海姆电影节联合颁发：“电影大师”
- 2003年 北京大学生电影节 “中国电影杰出贡献奖”
- 2004年 获好莱坞先进个人称号
- 2005年 美国夏威夷国际电影节：“终身成就奖”
- 2005年 上海国际电影节：“华语电影杰出贡献奖”
- 2005年 意大利那坡利国际电影节：“终身成就奖”
- 2006年 “法国文学艺术荣誉勋章”
- 2008年 北京奥运会、残奥会先进个人（中共中央和国务院颁发）
- 2008年 获美国《时代周刊》周刊年度人物提名（与美国总统奥巴马、法国总统萨科齐等五位提名）
- 2008年 中国改革开放30年30位风云人物
- 2008年 央视感动中国十大人物
- 2008年 凤凰卫视影响世界华人大奖
- 2009年 新中国60年十大影响力文化人物
- 2009年 第四届亚洲电影大奖颁发“亚洲电影杰出贡献大奖”
- 2011年 第五届亚太荧屏奖颁发“亚太电影杰出成就奖”  [54]
- 2012年 第14届孟买国际电影节终身成就奖[55]
- 2012年 韩国大钟电影节国际电影特别贡献奖
- 2012年 第12届马拉喀什国际电影节大师杰出贡献奖
- 2012年 第35届开罗国际电影节终身成就奖
- 2012年 第4届澳门国际电影节华语电影杰出贡献奖
- 2013年 塞尔维亚国际电影节终身成就奖[56]
- 2014年 第六届澳门国际电影节“华语导演杰出成就奖”
- 2015年 AFM（American Film Market）“终身成就奖”[57]
- 2018年 第75届威尼斯电影节电影人荣誉奖
- 2018年 第55届金马奖最佳导演
- 2018年 中国花样滑冰协会名誉主席[58]
- 2021年 第15屆亞洲電影大獎最佳导演
- 2022年 北京冬奥会、冬残奥会突出贡献个人（中共中央和国务院颁发）
- 2024年 第17届亚洲电影大奖“终身成就奖”[59]

### 荣誉博士
- 2001年 获莫斯科电影学院授予的电影学荣誉博士学位[60][61]
- 2005年 获香港城市大学副监督梁乃鹏博士颁授荣誉文学博士[62]
- 2008年 获波士顿大学人文艺术荣誉博士[63][64][65]
- 2010年 获耶鲁大学艺术学荣誉博士学位[66][67]
- 2012年 获檀国大学文学名誉博士[68][69]

### 学衔
- 广西大学客座教授[70]
- 北京大学艺术学院客座教授[71]
- 檀国大学客座教授（聘期：2009年3月－2011年2月）[72]
- 中央戏剧学院电影电视系客座教授[73]

## 其他作品
- 《印象·刘三姐》（在广西壮族自治区阳朔）
- 《印象·丽江》（在云南省）
- 《印象·西湖》(在浙江省杭州市）
- 《北京奥运会开幕式》
- 《印象·海南岛》
- 《印象·大红袍》（在福建省，武夷山）
- 《印象·普陀》（在浙江省，舟山群岛）
- 《印象·武隆》（在重庆市武隆县）
- 《印象.滇池》(昆明滇池西岸)

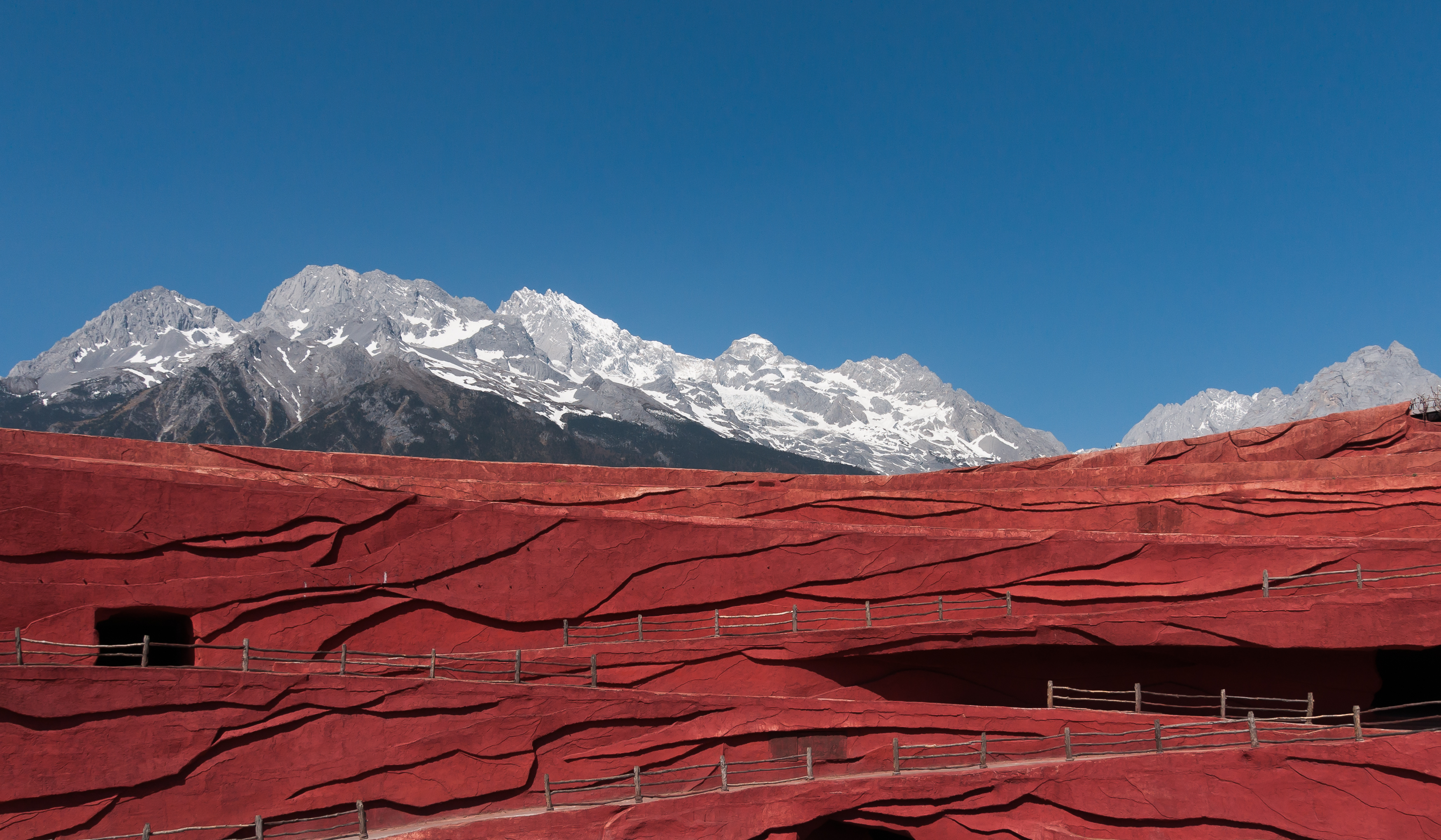
《印象·丽江》在丽江玉龙雪山的甘海子蓝月谷实景剧场

- 《最憶是杭州》（2016年G20杭州峰會之文藝晚會）
- 《庆祝中华人民共和国成立70周年联欢活动》（庆祝中华人民共和国成立70周年之文藝晚會）
- 《北京冬奥会开幕式》

## 文字作品
《张艺谋的作业》张艺谋、方希 著 ，2011年，北京大学出版社

## 相关回忆
《往事悠悠》张艺谋前妻肖华回忆录，1993年江苏文艺出版社

### 引用
1. ↑  玫瑰. . 《文史博览：人物》 (湖南省长沙市雨花区: 湖南省政协融媒体中心). 2022, 第626期: 64–67. ISSN 1672-8653.
2. ↑  周小烦. . 《青年文摘彩版》 (北京市: 中国青年出版社). 2022, 第361期: 10–11. ISSN 1673-4955.
3. ↑  . opinion.people.com.cn.   [2021-06-06]. （原始内容存档于2021-06-06）.
4. ↑  . 凤凰娱乐. 2006-12-08  [2021-05-07]. （原始内容存档于2009-08-12）.
5. ↑  莫斯其格. . 广州日报. 2015-10-19  [2021-05-07]. （原始内容存档于2021-05-07）.
6. ↑  张艺谋回望三十年：从纺织厂工人到大导演[]
7. ↑  .   [2012-06-02]. （原始内容存档于2021-03-20）.
8. ↑  .   [2012-06-02]. （原始内容存档于2020-10-01）.
9. ↑  . 京华时报. 2011-11-29. （原始内容存档于2011-12-17）.
10. ↑  . 北京晨报. 2012-10-30. （原始内容存档于2012-11-02）.
11. ↑  . 新浪娱乐. 2013-05-28. （原始内容存档于2020-10-01）.
12. ↑  . 腾讯娱乐. 2013-06-01. （原始内容存档于2016-03-10）.
13. ↑  . Mtime时光网. 2013年9月16日. （原始内容存档于2014年5月12日）.
14. ↑  . hollywoodreporter. 2015-03-11. （原始内容存档于2015-03-14）.
15. ↑  . 新浪娱乐. 2016-09-05. （原始内容存档于2016-09-16）.
16. ↑  . 京华时报. 2016年9月5日. （原始内容存档于2017年1月14日）.
17. ↑  .   [2019-09-25]. （原始内容存档于2019-09-25）.
18. ↑  . 内蒙古新闻网. 2021-05-11  [2021-05-11]. （原始内容存档于2021-05-12）.
19. ↑  . 中国经济网. 2021-05-06  [2021-05-11]. （原始内容存档于2021-05-06）.
20. ↑  . 猫眼电影. 2021-06-19  [2021-06-19]. （原始内容存档于2021-06-27）.
21. ↑  . 中国电影报. 2021-05-11  [2021-05-11]. （原始内容存档于2021-05-11）.
22. ↑  . 聯合新聞網. 2022-01-07  [2022-01-07]. （原始内容存档于2022-01-27） （中文（臺灣））.
23. ↑  . 中华人民共和国国务院.   [2022-04-08]. （原始内容存档于2022-04-15）.
24. ↑  .   [2014-06-05]. （原始内容存档于2015-03-01）.
25. ↑  传张艺谋已再婚 揭其情史：曾为巩俐与前妻离婚 （页面存档备份，存于）2012年03月13日
26. ↑  艺谋恋情趣事：苦追前妻 曾写情书达40页 （页面存档备份，存于）2006年12月28日
27. ↑  .   [2016-09-02]. （原始内容存档于2021-03-20）.
28. ↑  . 南都娱乐周刊. 2013-05-06. （原始内容存档于2013-05-09）.
29. ↑  . 南都娱乐周刊. 2013-05-06. （原始内容存档于2013-05-07）.
30. ↑  . 中国新闻网. 2013-11-29. （原始内容存档于2013-12-03）.
31. ↑  . 2013-12-01  [2013-12-01]. （原始内容存档于2021-03-20）.
32. ↑  无锡市指张艺谋三子女均属非婚生育 （页面存档备份，存于），亚太日报，2013年12月3日
33. ↑  . 网易娱乐. 2013-12-29. （原始内容存档于2021-03-20）.
34. ↑  張藝謀超生3娃 被罰3千7百萬 （页面存档备份，存于），中央社，2014年1月9日
35. ↑  . 汉网-长江日报. 2014年1月10日. （原始内容存档于2021-03-20）.
36. ↑  . 新浪娱乐. 2014-02-07  [2014-02-07]. （原始内容存档于2021-03-20）.
37. ↑  .   [2014-02-10]. （原始内容存档于2021-03-20）.
38. ↑  .   [2014-02-10]. （原始内容存档于2021-03-20）.
39. ↑  . 新浪娱乐. 2014年9月30日. （原始内容存档于2021-05-27）.
40. ↑  高倉健. . 集英社. 2006. ISBN 9784087804553.
41. ↑  大脸剁饼. . www.bilibili.com.   [2023-10-10]. （原始内容存档于2023-10-12） （中文（简体））.
42. ↑  . www.thepaper.cn.   [2023-10-12]. （原始内容存档于2023-10-13）.
43. ↑  . 新浪娛樂. 2012-01-04. （原始内容存档于2021-03-20）.
44. ↑  . 新浪網. （原始内容存档于2016-03-04）.
45. ↑  .   [2018-08-22]. （原始内容存档于2021-03-20）.
46. ↑  .   [2018-08-22]. （原始内容存档于2021-03-20）.
47. ↑  .   [2009-11-19]. （原始内容存档于2021-03-20）.
48. ↑  .   [2009-11-19]. （原始内容存档于2011-05-20）.
49. ↑  .   [2009-12-12]. （原始内容存档于2009-12-14）.
50. ↑  Zhang Rui. . Newspaper. China.org.cn. 2018-09-06  [2018-09-08]. （原始内容存档于2018-09-06）.
51. 1 2  . TOM. 2021-05-25  [2021-05-25]. （原始内容存档于2021-05-25）.
52. ↑  .   [2012-03-31]. （原始内容存档于2012-11-03）.
53. ↑  . 网易娱乐. 2012-10-19. （原始内容存档于2021-03-20）.
54. ↑  . Mtime时光网. 2013-01-18  [2013-01-18]. （原始内容存档于2013-01-21）.
55. ↑  . Mtime时光网. 2015-11-07. （原始内容存档于2016-03-05）.
56. ↑  . www.xinhuanet.com.   [2019-01-29]. （原始内容存档于2020-10-01）.
57. ↑  . www.chinanews.com.cn.   [2024-03-08]. （原始内容存档于2024-04-16）.
58. ↑  .   [2012-03-31]. （原始内容存档于2021-03-20）.
59. ↑  来源：《每日新报》；选稿：小红；作者：马健龙. . 东方网. 2001年11月25日  [2001年11月25日]. （原始内容存档于2020年9月20日）.
60. ↑  来源：新浪网. . 新浪网>影音娱乐>明星全接触>正文. 2005年11月9日  [2005年11月9日]. （原始内容存档于2023年10月10日）.
61. ↑  来源：中国新闻网；责任编辑：李洋. . 中国新闻网>新闻中心>国际新闻. 2009年5月19日  [2009年5月19日]. （原始内容存档于2021年3月20日）.
62. ↑  来源：搜狐网. . 搜狐网>娱乐>正文. 2018年5月21日  [2018年5月21日]. （原始内容存档于2023年10月10日）.
63. ↑  来源：搜狐网. . 搜狐网>教育>正文. 2018年5月23日  [2018年5月23日]. （原始内容存档于2023年10月10日）.
64. ↑  .   [2012-03-31]. （原始内容存档于2021-03-20）.
65. ↑  本文来源：新华网；责任编辑：王晓易. . 网易网>网易娱乐>正文. 2010年5月26日  [2010年5月26日]. （原始内容存档于2017年10月20日）.
66. ↑  . 人民网. 2012-10-31. （原始内容存档于2012-11-02）.
67. ↑  本文来源：网易娱乐；责任编辑：王晓易. . 网易网>网易娱乐>电影>正文. 2012年11月1日  [2012年11月1日]. （原始内容存档于2021年3月20日）.
68. ↑  来源：广西大学文学院官网. . 广西大学文学院官网>师资队伍>特聘教授>正文. 2015年3月31日  [2015年3月31日]. （原始内容存档于2021年3月20日）.
69. ↑  来源：大华网－《特区青年报》；责任编辑：小云. . 新浪网>新闻中心>综合>正文. 2004年10月1日  [2004年10月1日]. （原始内容存档于2004年11月22日）.
70. ↑  来源：人民网；责任编辑：CL. . 搜狐网>娱乐频道>八卦频道>内地八卦. 2009年3月3日  [2009年3月3日]. （原始内容存档于2023年10月10日）.
71. ↑  来源：《北京青年报》；作者：杨文杰. . 凤凰网>娱乐>明星>内地>正文. 2014年1月5日  [2014年1月5日]. （原始内容存档于2023年10月10日）.